# Scheepswerven van Kuinre

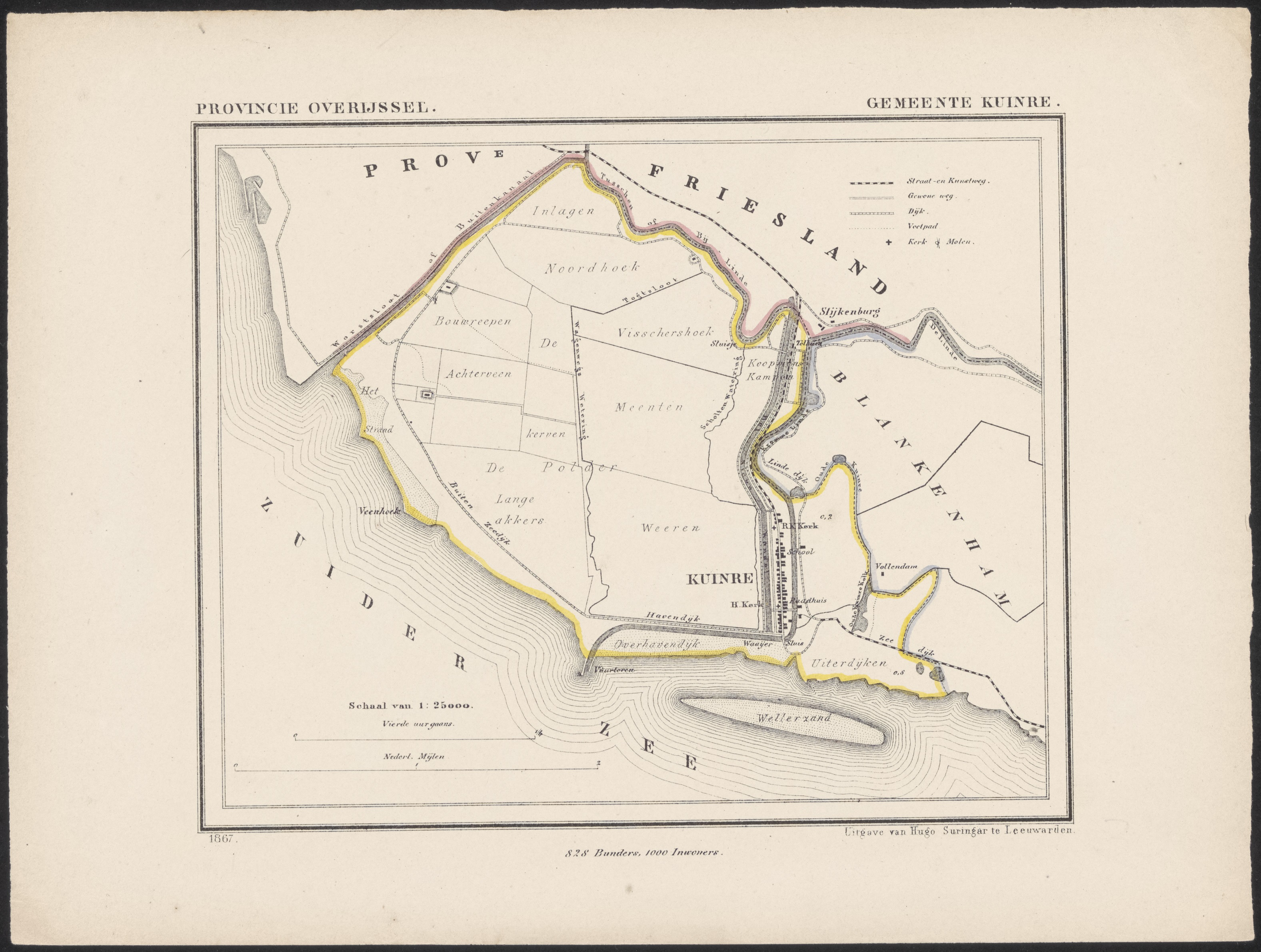
Kuinre J. Kuijper Uitgave van Hugo Suringar te Leeuwarden, 1867. Collectie Zuiderzeemuseum

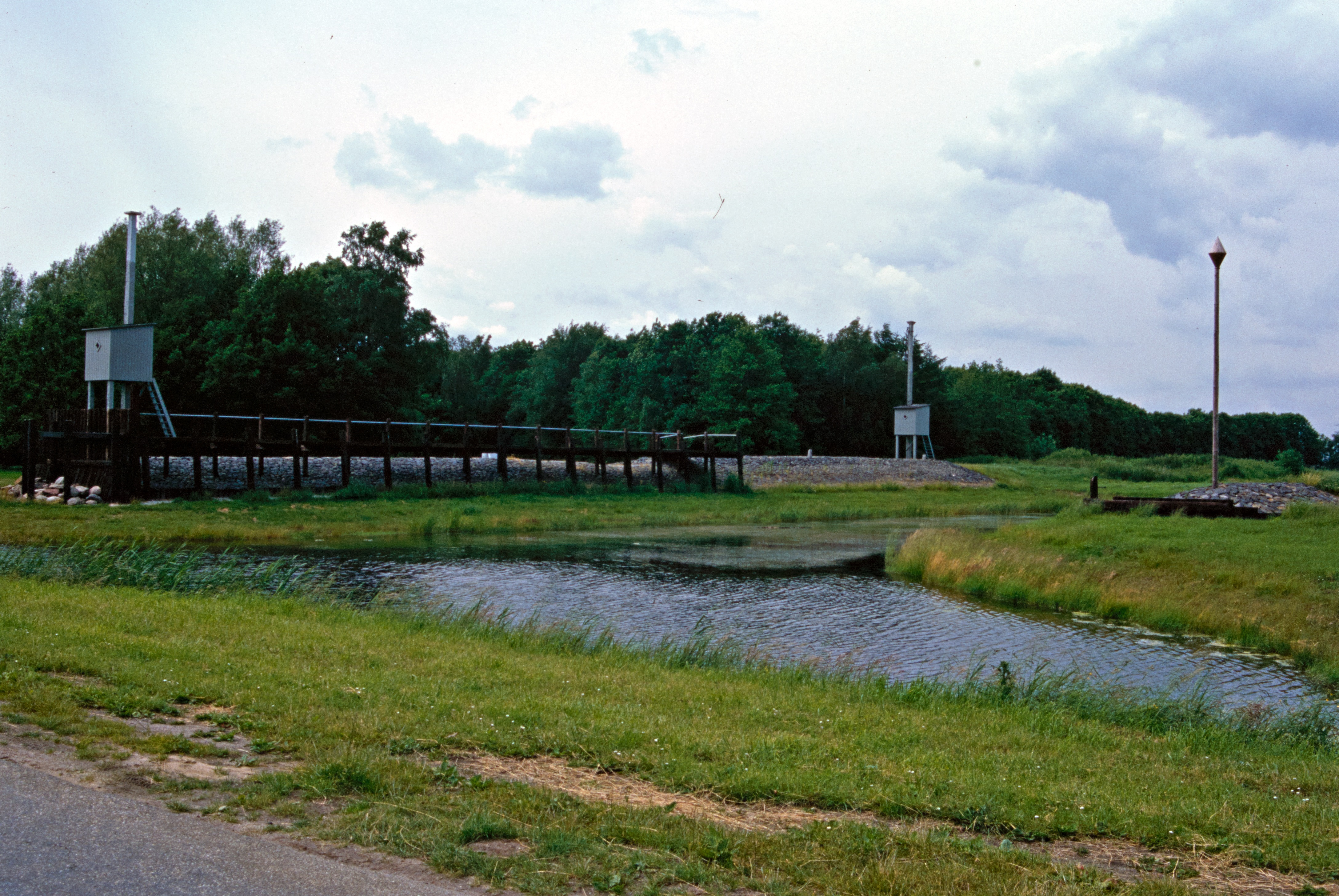
Reconstructie van havenhoofd van Kuinre 1984 N.J. Steltenpool. Collectie Zuiderzeemuseum

Kuinre, een dorp in de Nederlandse provincie Overijssel, had in vroeger tijden een aantal scheepswerven. Enkel de straatnaam De Werf verwijst in Kuinre nog naar het rijke scheepsbouwverleden.

## Geschiedenis
Kuinre lag aan de Zuiderzee en had door de rivieren de Linde en de Tjonger goede verbindingen met het Overijsselse en Friese achterland. In de twaalfde eeuw werd het Kuinderdiep gegraven, als kortere verbinding naar de zee. Handel en scheepsbouw ontwikkelden zich. Schepen konden echter niet aanmeren en moesten op de rede voor Kuinre blijven liggen. Lichters brachten de handel van en naar de schepen. Vanwege verzandingen werd in 1743 de haven gegraven, anderhalve kilometer ten zuidwesten van Kuinre en door het Scheepsdiep verbonden met het Kuinderdiep. In 1836 werd het Nieuwe Kanaal gegraven van de Linde naar de Zuiderzee, dat tevens aansluiting gaf op de haven van Kuinre. Door dit kanaal steeg de welvaart aanzienlijk. Per jaar kwamen er gemiddeld 1500 schepen in de haven van Kuinre. Rond de eeuwwisseling naar de 20e eeuw verzandde echter de haven van Kuinre. Dit luidde een periode van verval in, nog versterkt door de aanleg van de Afsluitdijk en uiteindelijk de aanleg van Noordoostpolder, die Kuinre geheel afsloot van het water. Een reconstructie van het havenhoofd met steiger midden in het land en twee lichtwachtershuisjes herinneren aan de haven.

Panorama Kuinre met rivier de Linde. Collectie Zuiderzeemuseum

Al in rekeningen van de graven van Holland uit 1396 is sprake van zogenaamde koeynre kogghen (Kuinder koggen). Scheepsbouw in Kuinder is dus heel oud.
In de achttiende en negentiende eeuw was Kuinre een levendige plaats met de nodige visserij en handelsvaart. Veel Friese boter en Overijsselse turf werden via Kuinre verhandeld. De schepen werden gebouwd en onderhouden op drie werven, van de familie Buis, van de familie Van der Werf en van de familie Schuuring. De familie Van der Werf beheerde een scheepstimmerwerf en loods met drie sleephellingen aan de Linde ter hoogte van de huidige Henric de Cranestraat 100. De werf van Buis lag ten Oosten van de Linde aan wat tegenwoordig de Bouwdijk heet, ter hoogte van het Raadhuis. De scheepstimmerwerf en loods met drie sleephellingen van Schuuring was gelegen aan de Linde op het Zuideinde ter hoogte van het huidige Sasplein. Rond 1880 meldde zich Reinder Fledderus, die de werven van Buis en Schuuring overnam.
De Kuinder werven bouwden onder meer schokkeraken. De kleinere uitvoering (12 m) werd tussen 1776 en ca. 1820 hoofdzakelijk gebruikt op de eilanden waaronder Schokland. De grotere uitvoering (15,2 m) was voor vissers uit de Dongeradelen, vanaf 1813 tot de laatste in 1875. Dongeradeler vissers kwamen graag naar Kuinre om hun schepen daar te laten bouwen. De taal van Kuinre stond dicht bij het Stellingwerfs en daarmee ook bij het Fries.
De firma Buis bouwde vooral skeuten (schuiten) voor de Urker vissers. Albert Koopmans, de zoon van Wypke Albertsz. die eerste meesterknecht was bij Buis, trouwde de dochter van Jan Roelof Buis en verhuisde in 1861 naar Urk om daar de werf te starten, die later in beheer zou komen bij de familie Metz.
De werf van Schuuring, sinds 1881 dus in bezit van Reinder Fledderus, werd rond 1928 door de familie Fledderus gesloten. De werf van Buis (die ook nog in bezit is geweest van Reinder Fledderus) werd in 1881 verkocht, in 1889 vestigde zich hier de zuivelfabriek. Volgens een advertentie deden de gebroeders Van der Werf hun werf in 1883 van de hand